# Styringomyia melanopinax melanopinax
Styringomyia melanopinax melanopinax is een tweevleugelige uit de familie steltmuggen (Limoniidae). De soort komt voor in het Oriëntaals en Australaziatisch gebied.